# Glena thomasaria
Glena thomasaria là một loài bướm đêm trong họ Geometridae.